# Ann Willing Bingham
Ann (o Anne) Willing Bingham (Filadelfia, 1 de agosto de 1764-Bermudas, 11 de mayo de 1801) fue una socialité estadounidense de Filadelfia.

## Primeros años

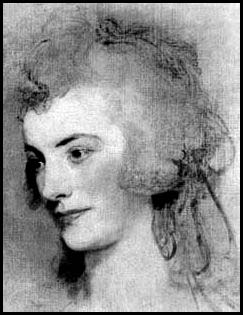
Ann a los 21 años, boceto de Gilbert Stuart, 1785.

Era la hija mayor de los trece hijos nacidos de Thomas Willing, el primer presidente del Primer Banco de los Estados Unidos, y Anne McCall.
Sus abuelos paternos fueron Charles Willing, que sirvió dos veces como alcalde de Filadelfia, y Anne Shippen (nieta de Edward Shippen, quien fue el segundo alcalde de Filadelfia). Su tío, James Willing, era un comerciante de Filadelfia que luego se desempeñó como representante del Congreso Continental. Sus abuelos maternos fueron Samuel McCall y Anne Searle.

## Legado

### Correspondencia con Thomas Jefferson

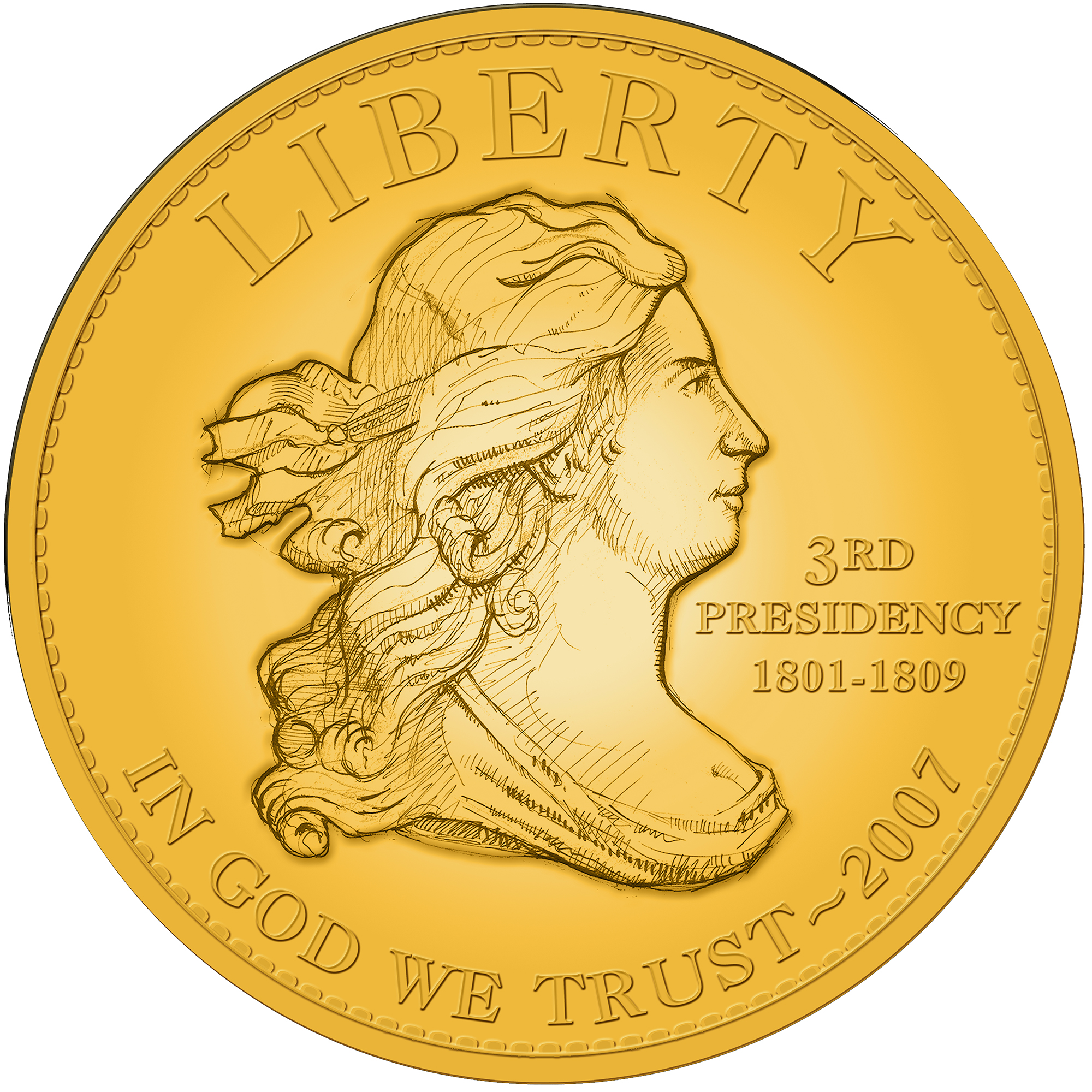
Moneda de oro conmemorativa presidencial estadounidense de 2007, que supuestamente retrata a Ann Willing Bingham como la personificación de la Libertad.

Bingham mantuvo correspondencia, entre otros, con el futuro presidente de los Estados Unidos Thomas Jefferson. Bingham viajó mucho junto a su esposo, incluyendo a París, que se dijo que Bingham amaba especialmente. Escribiendo a Bingham desde París en una carta fechada el 7 de febrero de 1787, Jefferson argumentó que las incipientes Trece Colonias brindaban un ambiente mejor, diciendo que «los placeres tranquilos de América [eran] preferibles al bullicio vacío de París». «En París está uno consumido por el hastío, sin ningún objeto más allá del momento presente», escribió Jefferson. «En Estados Unidos, por otro lado, la sociedad de tu esposo, el cariño por los niños, los arreglos de la casa, las mejoras de los terrenos, llenan cada momento con una actividad saludable y útil. Cada esfuerzo es alentador, porque para presentar diversión, se une a la promesa de algún bien futuro».
Bingham también argumentó que las mujeres en los Estados Unidos deberían desempeñar un papel activo en la política, poniendo a las mujeres que lo hacían en ese momento en Francia como ejemplo. En una carta de 1787 a Jefferson, escribió: «Las mujeres de Francia interfieren en la política del país y, a menudo, dan un giro decisivo al destino de los imperios ... [Ellas] han obtenido ese rango de consideración en la sociedad, por la que los sexos tienen derecho ... [Las mujeres estadounidenses], por lo tanto, están obligadas en gratitud a admirarlas y venerarlas, por afirmar nuestros privilegios».

### Supuesta modelo para moneda estadounidense
Bingham también fue modelo para múltiples retratos del pintor Gilbert Stuart. Se ha dicho que Bingham fue, por lo tanto, el modelo de la personificación de la Libertad en la moneda estadounidense «Draped Bust» («Busto cubierto») en múltiples denominaciones durante la primera década del siglo XIX.

## Vida personal

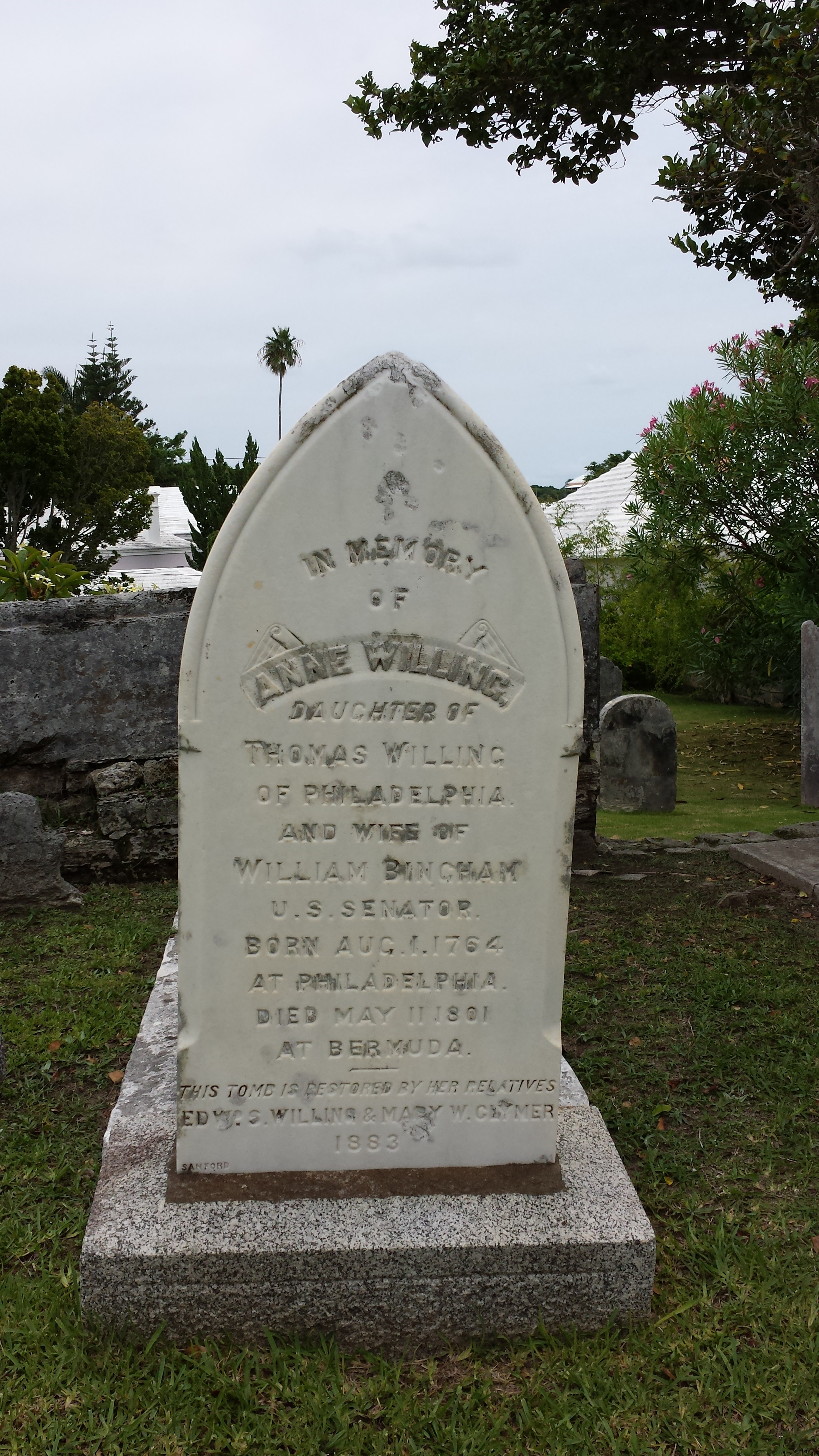
Lápida de Ann Willing Bingham en St. Peter's Church, St. George's, Bermudas.

Ann estuvo casada con William Bingham, un senador de los Estados Unidos de Pensilvania. Al final de la Revolución de las Trece Colonias, era considerado como uno de los hombres más ricos de Pensilvania, ya que hizo su fortuna mediante el comercio y la propiedad de corsarios. Juntos, fueron padres de dos hijas y un hijo:
- Ann Louisa Bingham (n. 1782),[4] quien se casó con Alexander Baring, 1.° barón Ashburton en 1798. Fueron padres de nueve hijos.
- Maria Matilda Bingham (1783-1849), quien, a la edad de 15 años, se casó brevemente con un aristócrata francés, Jacques Alexandre, conde de Tilly. Luego se casó con el cuñado de su hermana, Henry Baring. Fueron padres de cinco hijos. Maria y Henry se divorciaron en 1824, y ella se casó con el marqués de Blaisel en 1826.[5]
- William Bingham (1800-1852), quien se casó con Marie-Charlotte Chartier de Lotbiniere (1805-1866), Seigneuresse de Rigaud, en 1822. Marie-Charlotte fue la segunda de las tres hijas y herederas de Michel-Eustache-Gaspard-Alain Chartier de Lotbinière, por su segunda esposa Mary, hija del capitán John Munro. Vivieron en Montreal, París y Londres; y fueron padres de seis hijos. William Bingham se instaló en Inglaterra y murió en Kent en 1852.

Unas semanas después de haber dado a luz a su último hijo, Bingham cayó enferma de «tisis galopante» y se fue a Madeira, pero murió en el camino en Bermudas, donde está enterrada en el cementerio de la iglesia de St. Peter's. Su esposo continuó a Europa y murió en Inglaterra en 1804.